# 0060. számú parancs
A 0060. számú szovjet hadparancsot a II. világháború során Magyarországra behatolt 2. Ukrán Front parancsnoka, Malinovszkij marsall és a 3. Ukrán Front parancsnoka, Tolbuhin marsall adta ki 1944. december 22-én. Ennek alapján hurcolták el a német nemzetiségűeket és az annak mondott magyarokat kényszermunkára (málenkij robot) a Szovjetunió GUPVI lágereibe 1944–45-ben.
A 0060-as parancs dátuma éppen az a nap, amikor létrejött Magyarországon a Moszkvából irányított Ideiglenes Nemzeti Kormány. Ennek az is oka lehet, hogy a szovjetek ezzel akarták az elhurcolások felelősségét részben vagy egészen áthárítani a magyar vezetésre.

## Előzmények
A Szovjetunióban már 1943 nyarán tervezték a német foglyok foglalkoztatását a háború utáni újjáépítési munkálatokban. Egy 1944 júliusában elkészült jelentés 5 millió hadifogoly és civil rab tízéves kényszermunkájával számol, mely kb. 40 milliárd dollár nyereséget termelne.
Ennek megfelelően 1944 novemberében Arkagyij Apollonov vezérezredes és Ivan Gorbatyuk vezérőrnagy vezetésével titkos hírszerzés útján felmérték a 2., 3. és a 4. Ukrán Frontok által elfoglalt területeken élő németeket lakhely, életkor és nem alapján. A tábornokok jelentése szerint szerint Romániában 421 846, Jugoszláviában 73 572, Magyarországon 50 292, Csehszlovákiában 4250 és Bulgáriában 1089 német személyt vettek számba (Jugoszláviában 16 804, Romániában 7890 német állampolgárt korábban már internáltak és táborokba gyűjtöttek). A szovjet Állami Védelmi Bizottság (ÁVB) a jelentés érkezésének másnapján, 1944. december 16-án meghozta a 7161. számú határozatát, mely a többek között az alábbiakat rendelte el:

„
A Szovjetunióba történő munkára irányítás céljából mozgósítani és internálni kell Románia, Jugoszlávia, Magyarország, Bulgária és Csehszlovákia Vörös Hadsereg által felszabadított területén tartózkodó valamennyi munkaképes németet - a 17 és 45 év közötti férfiakat és a 18 és 30 év közötti nőket. Le kell rögzíteni, hogy a mozgósítás mind a német és a magyar állampolgárságú, mind pedig a román, jugoszláv, bolgár és csehszlovák állampolgárságú németekre vonatkozik. (...)
Utasítani kell Malinovszkij és Tolbuhin elvtársat Magyarország esetében, Petrov elvtársat Csehszlovákiában, hogy a városparancsnokokon keresztül e határozat első pontjának megfelelően kihirdessék a frontparancsnokság nevében a németek internálása érdekében szükséges rendelkezéseket, valamint a szovjet Belügyi Népbiztosság megbízottaival közösen biztosítsák a mobilizálandó németek gyűjtőhelyeken történő megjelenése érdekében szükséges intézkedések megtételét. (...)
A németek begyűjtését és internálását 1944 decemberében és 1945 januárjában le kell bonyolítani és a munkaterületre való kiszállítást 1945. február 15-ig be kell fejezni.”

– Állami Védelmi Bizottság Elnöke, 
J. Sztálin

## A 0060. számú parancs kiadása

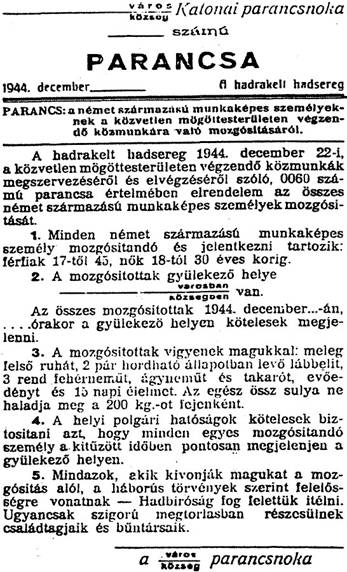
A 0060. számú parancsot kihirdető falragasz

Az NKVD tábornokai 1944. december 21-22-én egyeztetéseket folytattak a 2. és a 3. Ukrán Front Katonai Tanácsaival, és ennek eredményeként a két frontparancsnok, Malinovszkij és Tolbuhin december 22-én a meghozta a hírhedtté vált 0060-as számú végrehajtási parancsukat, melynek már a címe is megtévesztő, mert az embereket nem közvetlenül a frontvonal mögötti területekre, hanem a szovjetunióbeli kényszermunkára vitték el.
A parancs 1. pontjában nem német állampolgárokról, vagy német nemzetiségű, illetve anyanyelvű személyekről van szó, hanem „német származásúakról", vagyis a kényszermunkára elszállításnak nem az elkövetett bűnök és nem is a választott identitás vagy anyanyelv volt az alapja, hanem a faji alapú megkülönböztetés. Elek községben az elhurcolásokat irányító szovjet őrnagy szerint deportálandó „minden német nevű, tekintet nélkül arra, hogy bírja-e a német nyelvet vagy sem, tekintet nélkül előéletére, a rendelkezés alá esik. Ugyancsak beleesnek azok a magyar nevű egyének, akiknek egy nagyszülőjük német nevű, illetve német származású. Az őrnagy egyébként szó szerint még a következő kijelentést tette: Ha csak egy csepp német vér folyik az ereiben, német!”
A 3. pont megengedni, sőt elrendeli, hogy a mozgósítottak ruhát és élelmet vigyenek magukkal. Erre azért volt szükség, mert – a Kárpátaljáról korábban elhurcoltakkal ellentétben – a németek esetében nem etnikai tisztogatás volt a cél, hanem munkaerőre volt szükségük, tehát élve és lehetőleg jó egészségi állapotban kellett megérkezniük a szovjetunióbeli lágerekbe.
A parancs 4. pontja szerint a helyi közigazgatás embereinek kellett összeállítaniuk a  deportálási listákat, a helyi NKVD-s osztagparancsnokok utasítására és ellenőrzése alatt. Mivel a központi utasítás nem volt egyértelmű, a listázás szempontjait az előírt tervszámok határozták meg. Ha többen jelentek meg, mint az megszabott létszám, akkor nagyobb lehetőség volt a mentesítésre, ha viszont kevesebben, akkor kibővítették az előírás szerinti korhatárokat is, hogy a tervszámokat teljesíteni tudják. A listákon szereplő személyeket legtöbbször az éppen megalakult rendfenntartók, a szovjetek bizalmát élvező egykori partizánokból, szláv nemzetiségűekből és más, többnyire baloldaliakból álló ún. policájok gyűjtötték össze.
Az érintetteket és családtagjaikat a parancs utolsó pontja félemlítette meg, mely szerint a nem engedelmeskedők felett hadbíróság fog ítélni. Sokan bár már hallomásból tudták, hogy nem néhány napra viszik őket dolgozni a frontvonalak mögé, hanem a Szovjetunióba, de a szüleik, szeretteik féltése miatt vállalták mégis a szenvedéseket.

## A parancs végrehajtása
A parancsot az intézkedési terv szerint a 3. Ukrán Front határain belül 1944. december 28-tól 1945. január 5-ig, a 2. Ukrán Front határain belül 1945. január 1-jétől 10-ig kellett végrehajtani.
A 3. Ukrán Front területe Jugoszláviát és Magyarországon a Dél-Dunántúlt jelentette, ahol összesen 21 695 főt (9747 férfit, 11 948 nőt) gyűjtöttek össze, ebből 10 760 főt Magyarországon. A deportálandókat 786 vagonnal, 17 vasúti szerelvényen szállították el a Szovjetunióba.
Magyarország nagyobb része az észak-erdélyi Szatmár megyével együtt a 2. Ukrán Front területéhez tartozott, ahol két ütemben történt a német nemzetiségűek összegyűjtése 1944. december 28. és 1945. január 15. között. December 20-án operatív csoportokat és gyűjtőállomásokat hoztak létre Szaniszló, Nagykároly, Szatmárnémeti, Balmazújváros, Kompolt, Fegyvernek, Mezőberény, Gyula, Elek és Ceglédbercel településeken. Az előzetes összeírás szerinti internálási listán 15 428 fő szerepelt, ebből 12 914 főt 9 vasúti
szerelvény vitt el.
Január második felében 5 operatív csoportot és ugyanennyi gyűjtőtábort létesítettek Miskolcon, Szerencsen, Kőbánya-alsón, Budapesten és Ceglédbercelen. Ebben az ütemben 6661 főt szállították el a Donyec-medencébe 4 vasúti szerelvényen.